# Presidenti del Burundi
I presidenti del Burundi dal 1966 (proclamazione della Repubblica e abolizione della monarchia, regnante Ntare Ndizeye) ad oggi sono i seguenti.

## Lista
| #                                          | Presidente | Presidente                                                                | Elezione                                                 | Partito         | Mandato          | Mandato          |
| #                                          | Presidente | Presidente                                                                | Elezione                                                 | Partito         | Inizio           | Fine             |
| ------------------------------------------ | ---------- | ------------------------------------------------------------------------- | -------------------------------------------------------- | --------------- | ---------------- | ---------------- |
| 1                                          |            | Michel Micombero                                                          | colpo di Stato                                           | Militare/UPRONA | 28 novembre 1966 | 1º novembre 1976 |
| 2                                          |            | Jean-Baptiste Bagaza                                                      | colpo di Stato, 1984                                     | Militare/UPRONA | 9 novembre 1976  | 3 settembre 1987 |
| 3                                          |            | Pierre Buyoya                                                             | colpo di Stato                                           | Militare/UPRONA | 3 settembre 1987 | 1º giugno 1993   |
| 4                                          |            | Melchior Ndadaye                                                          | 1993                                                     | FRODEBU         | 1º giugno 1993   | 21 ottobre 1993  |
| -                                          |            | François Ngeze come Presidente del Comitato militare di pubblica salvezza | colpo di Stato                                           | Militare/UPRONA | 21 ottobre 1993  | 27 ottobre 1993  |
| -                                          |            | Sylvie Kinigi                                                             | ad interim                                               | UPRONA          | 27 ottobre 1993  | 5 febbraio 1994  |
| 5                                          |            | Cyprien Ntaryamira                                                        | presidente ad interim                                    | FRODEBU         | 5 febbraio 1994  | 6 aprile 1994    |
| 6                                          |            | Sylvestre Ntibantunganya                                                  | ad interim in quanto Presidente dell'Assemblea nazionale | FRODEBU         | 6 aprile 1994    | 1º ottobre 1994  |
| 6                                          | –          | Sylvestre Ntibantunganya                                                  | 1º ottobre 1994                                          | FRODEBU         | 25 luglio 1996   |                  |
| (3)                                        |            | Pierre Buyoya                                                             | colpo di Stato                                           | UPRONA          | 25 luglio 1996   | 30 aprile 2003   |
| 7                                          |            | Domitien Ndayizeye                                                        | Accordi di Arusha                                        | FRODEBU         | 30 aprile 2003   | 19 agosto 2005   |
| 8                                          |            | Pierre Nkurunziza                                                         | 2005                                                     | CNDD-FDD        | 19 agosto 2005   | 26 agosto 2010   |
| 8                                          | 2010, 2015 | Pierre Nkurunziza                                                         | 26 agosto 2010                                           | CNDD-FDD        | 8 giugno 2020    |                  |
| Carica vacante tra l'8 e il 18 giugno 2020 |            |                                                                           |                                                          |                 |                  |                  |
| 9                                          |            | Évariste Ndayishimiye                                                     | 2020                                                     | CNDD-FDD        | 18 giugno 2020   | in carica        |